# Piddington (Northamptonshire)
Piddington – wieś w Anglii, w hrabstwie Northamptonshire, w dystrykcie (unitary authority) West Northamptonshire. Leży 8 km na południowy wschód od miasta Northampton i 90 km na północny zachód od Londynu. W 2001 miejscowość liczyła 1568 mieszkańców.